# Алексеев, Павел Константинович
Алексеев Павел Константинович (1889 г. Царское Село — 15.04.1939 г. Москва) — инженер-металлург, один из пионеров электрометаллургии в России, один из руководителей завода «Электросталь»(технический директор), кавалер ордена Ленина.

## Биография
Родился в 1889 году в Царском Селе под Санкт-Петербургом в дворянской семье. В 1907 году окончил Царскосельскую гимназию с серебряной медалью и поступил на металлургическое отделение Санкт-Петербургского политехнического института. С первых курсов учебы заинтересовался принципиально новым для того времени направлением металлургии — электрометаллургией. Все производственные практики студент-металлург Павел Алексеев проходил на Путиловском заводе на одной из первых в России электропечей. В 1916 году Алексеев институт окончил, получив звание инженер-металлург.
В это время преподавателями металлургического отделения Политехнического института Н. И. Беляевым и профессором В. Е. Грум-Гржимайло была выдвинута идея о создании в России электрометаллургического завода. Возглавил строительство, начатое в 1916-м году известным российским промышленником Второвым — инженер-технолог, преподаватель Политехнического института Н. И. Беляев. Он и привлек своего ученика Павла Алексеева к работе на новом заводе в Московской губернии, приняв его на должность мастера сталеплавильного цеха. Первая плавка на заводе «Электросталь» состоялась 17 ноября 1917 года при непосредственном участии Алексеева.
Павел Константинович Алексеев всю свою жизнь проработал на заводе «Электросталь», пройдя путь от строительства предприятия, мастера цеха (1916 год), начальника сталеплавильного цеха (1922 год), заместителя главного инженера (1927 год), до технического директора завода (1933 год). За это время при его непосредственном участии, техническом и научном руководстве на «Электростали» была выплавлена первая нержавеющая сталь (1923 год), освоено производство магнитной стали (1924 год), налажен выпуск шарикоподшипниковой стали (1926 год), получены первые партии нихрома (1932 год), освоена ковка и прокатка легированной стали.
За достижения в совершенствовании технологии, освоении нового оборудования, и подготовки кадров в 1935 году Павел Константинович Алексеев удостоен ордена Ленина.
Несмотря на все неоспоримые заслуги, П. К. Алексеев 29.09.1938 года был арестован по стандартном для того времени обвинениям в контрреволюционной диверсионно-террористической деятельности и 14.04.1939 года приговорен к расстрелу. на следующий день приговор был приведен в исполнение.
Полностью реабилитирован 22 февраля 1956 года.